# Diocèse de Boulogne
Le diocèse de Boulogne (en latin : Dioecesis Boloniensis) est un ancien diocèse de l'Église catholique en France, aujourd'hui rattaché au diocèse d'Arras.

## Histoire
La création du diocèse de Boulogne intervient quelques années après la destruction en 1553 par les troupes de Charles Quint de Thérouanne, jusque-là siège épiscopal. 
Le 12 mai 1559, le pape Paul IV autorisa dans sa bulle Super universas Philippe II, successeur de Charles Quint à la tëte des Pays-Bas espagnol, à  de créer quatorze nouveaux évêchés dans les Pays-Bas. Les parties septentrionales du diocèse de Thérouanne lui ont été distraites pour constituer les diocèses d'Ypres et Saint-Omer. Le 3 mars 1566, le siège épiscopal est déplacé à Boulogne-sur-Mer.
Le 29 novembre 1801 (Concordat), le diocèse de Boulogne-sur-Mer est supprimé. Son territoire est joint au diocèse d'Arras (alors suffragant de Cambrai), afin que celui-ci corresponde au département du Pas-de-Calais. Le 23 novembre 1853, le diocèse d'Arras devient officiellement le diocèse d'Arras-Boulogne-Saint-Omer.
Le concordat du 11 juin 1817 prévoyait de recréer un diocèse de Boulogne.